# Hugo de la Calle
Pour les articles homonymes, voir de la Calle.
de la Calle  Arango est un nom espagnol. Le premier nom de famille, en général paternel, est de la Calle ; le second, en général maternel, souvent omis, est Arango.
Hugo de la Calle, né le 12 juillet 2004 à Castrillón, est un coureur cycliste espagnol.

## Biographie
Hugo de la Calle est originaire de Castrillón. Il est formé à la MMR Academy, une structure basée dans les Asturies, et qui développe de jeunes talents espagnols. 
Lors de la saison 2022, il se distingue en étant l'un des meilleurs juniors espagnols. Vainqueur à dix reprises, il remporte notamment la Vuelta a la Montaña Central et un titre de champion régional,. La même année, il termine troisième du championnat d'Espagne du contre-la-montre juniors. Il représente par ailleurs son pays natal aux championnats d'Europe juniors. Après ses performances, il évolue dans la filiale de l'équipe Caja Rural-Seguros RGA en 2023. Pour ses débuts espoirs, il devient champion des Asturies du contre-la-montre chez les élites. Il s'impose également sur le Premio Primavera, une course du circuit basco-navarrais. 
En 2024, il décide de rejoindre le club Padronés Cortizo, réserve officieuse de la formation Burgos BH. Ses nouveaux dirigeants le décrivent comme un bon grimpeur, qui présente aussi des aptitudes dans l'exercice chronométré,. Au mois de juin, il s'impose sur le Tour de Castellón, disputé sur un parcours montagneux. Il devient ensuite champion d'Espagne sur route dans la catégorie des espoirs.

## Palmarès
- 2021
  - Gran Premio El Baruco
  - 3e du championnat des Asturies du contre-la-montre juniors
- 2022
  - Champion des Asturies du contre-la-montre juniors
  - Mémorial Chely Álvarez
  - Trofeo Santiago y Santa Ana
  - Gran Premio El Baruco
  - Vuelta a la Montaña Central de Asturias :
    - Classement général
    - 1re étape

  - Gran Premio La Calzada
  - Gran Premio Villa de Cervera
  - Memorial Martín Valtuille de Figaredo
  - 2e du championnat de Cantabrie du contre-la-montre juniors
  - 3e du championnat d'Espagne du contre-la-montre juniors
- 2023
  - Champion des Asturies du contre-la-montre
  - Premio Primavera
- 2024
  -  Champion d'Espagne sur route espoirs
  - Tour de Castellón :
    - Classement général
    - 1re étape

  - Circuito Aiala
  - Leintz Bailarari Itzulia
  - Tour de Valence :
    - Classement général
    - 1re étape (contre-la-montre)

  - 2e de la Rutas Xacobeas